# Финска на Светском првенству у атлетици у дворани 2014.
Финска је учествовала на Светском првенству у атлетици у дворани 2014. одржаном у Сопоту од 7. до 9. марта четрнаести пут. Репрезентацију Финске представљале су три атлетичарке које су се такмичиле у две дисциплине.,
На овом првенству Финска није освојила ниједну медаљу. Оборен је један лични рекорд.

## Учесници
Жене:
- Хана-Мари Латвала — 60 м
- Норалота Незири — 60 м препоне
- Матилда Богданоф — 60 м препоне

## Резултати

### Жене
| Атлетичарка       | Дисциплина   | Лични рекорд | Квалификације | Квалификације | Полуфинале            | Полуфинале            | Финале                | Финале       | Детаљи |
| Атлетичарка       | Дисциплина   | Лични рекорд | Резултат      | Место         | Резултат              | Место                 | Резултат              | Место        | Детаљи |
| ----------------- | ------------ | ------------ | ------------- | ------------- | --------------------- | --------------------- | --------------------- | ------------ | ------ |
| Хана-Мари Латвала | 60 м         | 7,25         | 7,33 кв       | 5. у гр. 2    | 7,34                  | 8. у гр. 3            | Није се квалификовала | 20 / 43      |        |
| Норалота Незири   | 60 м препоне | 8,07 НР      | 8,21          | 6. у гр. 1    | Нису се квалификовале | Нису се квалификовале | Нису се квалификовале | 25 / 29 (30) |        |
| Матилда Богданоф  | 60 м препоне | 8,13         | 8,12 ЛР       | 6. у гр. 3    | Нису се квалификовале | Нису се квалификовале | Нису се квалификовале | 17 / 29 (30) |        |